# Iofendilato
Lo iofendilato o pantopaque, miscela di isomeri dell'etil iodofenilundecanoato, è un composto organico radio-opaco contenente il 30,5% di iodio utilizzato particolarmente per la mielografia. La preparazione iniettabile di iofendilato è una soluzione iperbarica rispetto al liquido cerebrospinale. Poiché non è miscibile con il liquido cerebrospinale, essa risulta più radio-opaca di altri agenti diagnostici che, essendo miscibili, vengono diluiti.

## Caratteristiche strutturali e fisiche
Si presenta come un liquido viscoso, incolore o giallo pallido, con debole odore etereo. Il composto scurisce per prolungata esposizione all'aria. Scarsamente solubile in acqua è invece molto solubile in alcol, in cloroformio e in etere.

### Incompatibilità chimico-fisiche
Il polistirene è solubile nello iofendilato, pertanto si raccomanda quindi di non utilizzare siringhe di polistirene per iniettare le soluzioni di iofendilato.

## Identificazione
In un palloncino da 50 ml si introducono 1 ml di iofendilato, 15 ml di acqua e 7 g di potassio bicromato. Si aggiungono cautamente 10 ml di acido solforico raffreddando la beuta in acqua corrente per moderare la reazione. Successivamente si scalda a ricadere per due ore. Si versa il contenuto in 25 ml di acqua, si filtra la miscela per aspirazione, si lava il precipitato con una piccola quantità di acqua fredda. Si cristallizza il precipitato da 10 ml di alcol diluito e si sublima il solido ottenuto: il sublimato dell'acido p-iodobenzoico fonde tra 268 e 272 °C.

## Determinazione quantitativa
Si sciolgono 50 mg di iofendilato in 5 ml di toluene. Si aggiungono 15 ml di sodio difenile e si agita vigorosamente per qualche minuto. Si effettua un'estrazione con tre porzioni (da 10 ml ciascuna) di acido fosforico 5 M. Agli estratti riuniti si aggiunge sodio ipoclorito 1 N fino ad ottenere una colorazione marrone e poi se ne addizionano altri 0,5 ml. Si agita ad intervalli per tre minuti, si aggiungono 5 ml di una soluzione satura di fenolo preparata di recente e si lascia riposare per un minuto. Si aggiunge 1 g di potassio ioduro, si agita per 30 secondi e si titola rapidamente con sodio tiosolfato 0,1 N, addizionando 3 ml di amido soluzione all'avvicinarsi del punto finale della titolazione.
1 ml di titolante = 6,939 mg di iofendilato.

## Farmacocinetica
A seguito di iniezione subaracnoidea lombare, lo iofendilato forma una colonna continua nel canale spinale. La distribuzione del mezzo di contrasto nello spazio subaracnoideo dipende soprattutto dalla posizione in cui si trova il paziente. Piccole quantità di iofendilato che permangono, anche dopo aspirazione, possono fluire nelle cisterne basali e/o nei ventricoli cerebrali. 
L'eliminazione del composto dallo spazio subaracnoideo, dopo iniezione lombare, avviene con estrema lentezza. La velocità di eliminazione dello iofendilato dal liquido cefalorachidiano dipende dalla quantità presente nello spazio subaracnoideo ed è valutata in circa 1 ml per anno. All'incirca l'80-100% di una dose di iofendilato può essere rimossa per aspirazione dallo spazio subaracnoideo dopo iniezione lombare.

## Usi clinici
Lo iofendilato è un mezzo di contrasto ionico e monomero, impiegato nella mielografia convenzionale lombare, toracica, cervicale, e della colonna vertebrale. 
L'uso dello iofendilato nella mielografia deriva dal suo comportamento e dalla sua distribuzione nello spazio subaracnoideo. 
Il mezzo di contrasto è stato usato anche per l'esame del terzo e quarto ventricolo, e per visualizzare il feto nel sacco amniotico prima di effettuare una trasfusione intrauterina.

## Effetti collaterali e indesiderati
Gli effetti avversi che si registrano con maggior frequenza a seguito dell'utilizzo del mezzo di contrasto sono: cefalea, malessere generale, febbre, meningismo, dolore lombare e lombosacrale. 
Occasionalmente il paziente può manifestare rigidità nucale, nausea, vomito, irritazione meningea con aracnoidite cronica e acuta, meningite asettica, idrocefalo ostruttivo, convulsioni. 
Nel liquido cefalorachidiano è possibile riscontrare un aumento dei neutrofili e/o dei linfociti, che generalmente si accompagna ad un incremento della concentrazione delle proteine e contemporaneamente alla riduzione della concentrazione di glucosio. 
In casi molto rari sono stati descritti paralisi dei nervi cranici, parestesia, paraplegia, paralisi dei muscoli extraoculari, riduzione della vista e cecità temporanea, nistagmo, vertigini, ritenzione urinaria, dolore toracico, diminuzione transitoria della pressione arteriosa sistolica, manifestazioni da ipersensibilità (orticaria).
In letteratura medica sono stati riportati granulomi lipoidei, ostruzione del sistema cerebroventricolare ed embolia polmonare.
La persistenza di residui di mezzo di contrasto oleoso nel liquor cerebrospinale può comportare false immagini, sia in radiologia tradizionale che all'esecuzione di TC o RMN, talvolta di difficile diagnosi, anche a distanza di 30-40 anni dall'esecuzione dell'esame.

## Controindicazioni
Lo iofendilato deve essere usato con cautela nei pazienti affetti da sclerosi multipla in quanto si possono manifestare gravi reazioni avverse. 
La somministrazione a livello spinale non deve essere effettuata qualora sia presente un'infezione locale o sistemica. 
Lo iofendilato deve essere usato con estrema cautela nei pazienti con storia personale di reazioni allergiche e nei soggetti ipersensibili allo iodio o ad altri mezzi di contrasto.

## Dosi terapeutiche
Lo iofendilato è somministrato per iniezione subaracnoidea lombare. Il dosaggio del mezzo di contrasto dipende dall'estensione della parte da esaminare e dal grado di contrasto desiderato. La dose di iofendilato normalmente usata nella mielografia è di 3-12 ml. Nell'adulto sono state somministrate anche dosi di 9-40 ml e più. Si somministrano 3-5 ml nei bambini con peso corporeo inferiore a 20 kg, 5-8 ml nei bambini di 20–50 kg e 10 ml nei bambini con peso corporeo superiore a 50 kg.

## Interazioni
Alcuni test sulla funzione tiroidea, basati sulla determinazione dello iodio, possono risultare falsati anche parecchi mesi dopo somministrazione subaracnoidea di iofendilato.

## Stabilità e conservazione
Lo iofendilato deve essere conservato in contenitori ermeticamente chiusi e resistenti alla luce.